# Südstern
För andra betydelser, se Südstern (olika betydelser).

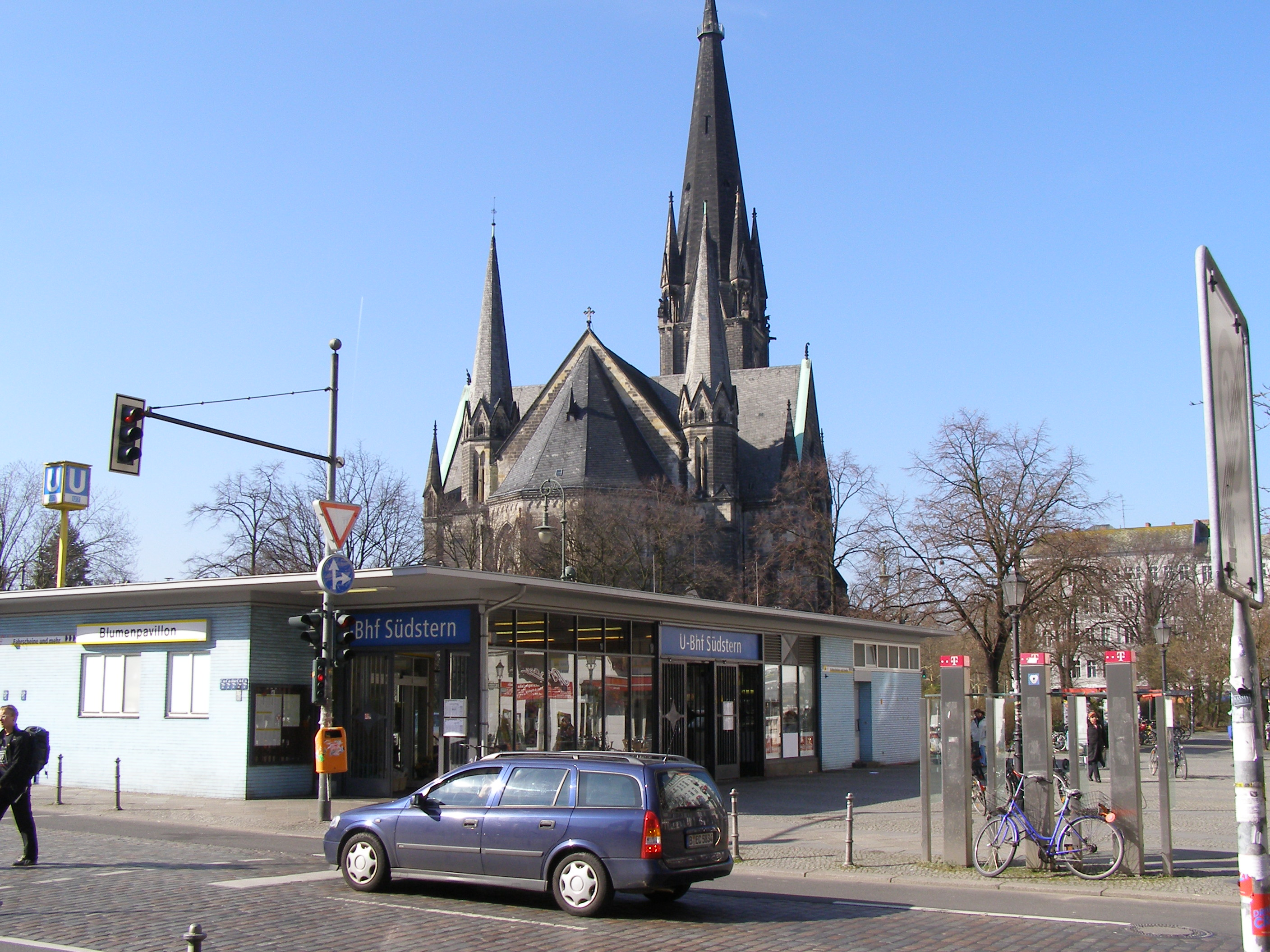
Tunnelbanenedgången

Südstern är ett torg och en trafikknutpunkt i södra Berlin i Tyskland, beläget i stadsdelen Kreuzberg. Torget har sitt namn sedan 1947 och döptes efter de gator som strålar ut från den centrala rondellen i en stjärnform. Tidigare namn på torget var Kaiser-Friedrich-Platz 1893-1938, och Gardepionierplatz 1938-1947. Mitt i torgets centrala rondell står den nygotiska kyrkan Kirche am Südstern, uppförd 1894-1897 som garnisonskyrka för trupperna som var stationerade söder om staden, idag frikyrka.
Torget har en tunnelbanestation med samma namn på linje U7.

## Angränsande gator
- Blücherstrasse
- Fontanepromenade
- Gneisenaustrasse
- Bergmannstrasse
- Hasenheide